# Розет, Исаак Моисеевич
Исаак Моисеевич Розет (4 июля 1927, г. Дисна, Витебская область, БССР — 1992), псевдоним А. И. Розов — психолог и педагог.
В 1946 году он поступил в Белорусский государственный университет (тогда ещё имени В. И. Ленина) на отделение логики, психологии и русского языка. После окончания университета работал учителем логики и психологии, затем русского языка и литературы.
В 1964 году И. М. Розет переходит на работу в НИИ педагогики Министерства просвещения БССР в качестве старшего научного сотрудника. Изучение особенностей человеческой памяти вывело ученого на новую для него тему — фантазию и творчество, позже, отраженную в книге «Психология фантазии: экспериментально-теоретическое исследование внутренних закономерностей продуктивной умственной деятельности» (1977). В 1966 году Розет И.М. переходит на работу старшим научным сотрудником в Белорусский филиал ВНИИ технической эстетики (Минск). Через четыре года он уже и.о. зав. отделом эргономических и социально-психологических исследований. С 1973 г. до начала 90-х годов Исаак Моисеевич проработал заведующим сектором отдела художественного конструирования изделий машиностроения в том же ВНИИ ТЭ.
В последние годы жизни И.М. Розет сотрудничал с отделением психологии НИИ педагогики Республики Беларусь, которым тогда заведовал профессор Я.Л. Коломинский. Работы Исаака Моисеевич поражают своей разносторонностью и нестандартным подходом к проблеме.
Исаак Моисеевич свободно владел шестью иностранными языками, переводил для себя и для коллег статьи из зарубежных журналов, научные монографии, при этом количество иностранных языков, на которых он «просто читал» и понимал, не поддается исчислению. Занимался изучением проблем фантазии, творчества, памяти, эргономики и социального взаимодействия.
В Белорусском государственном университете существует своеобразный культ наследия Розета, его сочинения активно продвигаются на психологическом факультете.

## Сочинения
При жизни И. М. Розета было опубликовано 110 его работ. Из трех его книг «Психология фантазии», «Что надо знать о памяти» и «Что такое эвристика», две первые несколько раз переиздавались.